# Lenka Lichtenberg
Pour les articles homonymes, voir Lichtenberg.
Lenka Lichtenberg est une chanteuse et compositrice canadienne née à Prague. Elle fait partie des groupes Fray et Sisters of Sheyville. Elle est également activiste pour la cause animale.

## Biographie
Lichtenberg naît à Prague de parents d'origine juive. La plupart des membres de la famille de sa mère périssent pendant l'Holocauste. Cependant sa mère, qui s'identifie comme étant catholique, ne l'élève pas dans la religion juive.
À l'âge de 9 ans, Lichtenberg étudie la musique classique et intègre le Théâtre musical de Karlín à Prague. Quelques années plus tard, elle déménage au Danemark et étudie la musique à l'université d'Aarhus tout en travaillant à mi-temps dans un club en tant que chanteuse. 
En 1981, Lichtenberg s'installe à Vancouver au Canada, où elle continue ses études en ethnomusicologie à la University of British Columbia et chante dans un groupe de rock. À la suite d'un voyage en Israël en 1987, Lichtenberg commence à apprendre le yiddish. Depuis cette date, elle chante en yiddish et contribue à la reconstruction de la vie juive en République Tchèque. Elle chante également en tchèque, anglais, français, hébreu, et russe.
La chanteuse a participé à de nombreux festivals de musique folk et de culture juive en Europe, en Amérique, en Asie et en Afrique en tant que soliste ou avec le groupe Fray.
En 2006, un documentaire tchèque consacré à la carrière de Lichtenberg, Cesty viry, est diffusé en République tchèque. Ce documentaire traite notamment de la façon dont Lichtenberg est passée du statut d'enfant star n'ayant aucune idée de ses origines religieuses en République tchèque à celui de chanteuse et compositrice de musique juive et yiddish mondialement reconnue.
En 2008, Lichtenberg remporte un prix aux Canadian Folk Music Awards avec son groupe Sisters of Sheynville. Un documentaire sur sa vie, Lenka Lichtenberg: Pisne pro ozivle steny, réalisé par le tchèque Jaroslav Hovorka, sort est 2011. L'année suivante, Lichtenberg est à nouveau lauréate du Canadian Folk Music Award dans la catégorie Chanteur traditionnel de l'année. 
Lichtenberg vit actuellement à Toronto avec sa famille et est Ambassadeur du Canada pour la fondation AnimalTrust. Elle a trois filles, Hannah Daliah, Ben Cohen et Rachel Cohen.

## Discographie
- 1999 : Deep Inside
- 2003 : Open the Gate
- 2006 : Pashtes, co-produit avec Brian Katz
- 2010 : Fray, co-produit avec Alan Hetherington
- 2012 : Bridges: Live at Lula Lounge
- 2012 : Songs for the Breathing Walls
- 2013 : Embrace
- 2014 : Lullabies from Exile, co-produit avec Yair Dalal
- 2016 : Yiddish Journey
- 2016 : Live in America